# Olof Mårtensson Bärling
Olof Mårtensson Bärling, född 1604 i Enköping, död 7 januari 1679, var en svensk jurist och riksdagsledamot.
Olof Mårtensson Bärling var son till rådmannen i Enköping Mårten Olsson. Han blev student vid Uppsala universitet 1624, och därefter auskultant i Svea hovrätt 1628. 1637-1668 var han underlagman i Uppland, blev assessor av tredje klassen i Svea hovrätt 1640 och var 1642-43 medlem av lagmanskommissionen. Efter att ha adlats 1652 blev Bärling assessor i andra klassen 1653 och deltog i riksdagarna 1654, 1657, 1660, 1664, 1668 och 1675. Han var medlem av lagkommissionen 1665 och tillsammans med Johan Stiernhöök förordnad att verkställa förarbeten till en ny lagrevision 1669.
Adlad som Berling 1652 och introducerad 1654 på Riddarhuset som nummer 568. Utdöd 1679 eftersom det inte fanns några söner. 